# Kinnara flavipes
Kinnara flavipes är en insektsart som först beskrevs av Bierman 1907.  Kinnara flavipes ingår i släktet Kinnara och familjen Kinnaridae. Inga underarter finns listade i Catalogue of Life.